# Hetaeria vaginalis
Hetaeria vaginalis är en orkidéart som beskrevs av Heinrich Gustav Reichenbach. Hetaeria vaginalis ingår i släktet Hetaeria och familjen orkidéer.
Artens utbredningsområde är Komorerna. Inga underarter finns listade i Catalogue of Life.